# Großaugen-Bambusotter
Die Großaugen-Bambusotter (Trimeresurus macrops) ist eine grüne Vipernart aus der Gattung der Bambusottern, die auf der Indochinesischen Halbinsel verbreitet ist.

## Merkmale

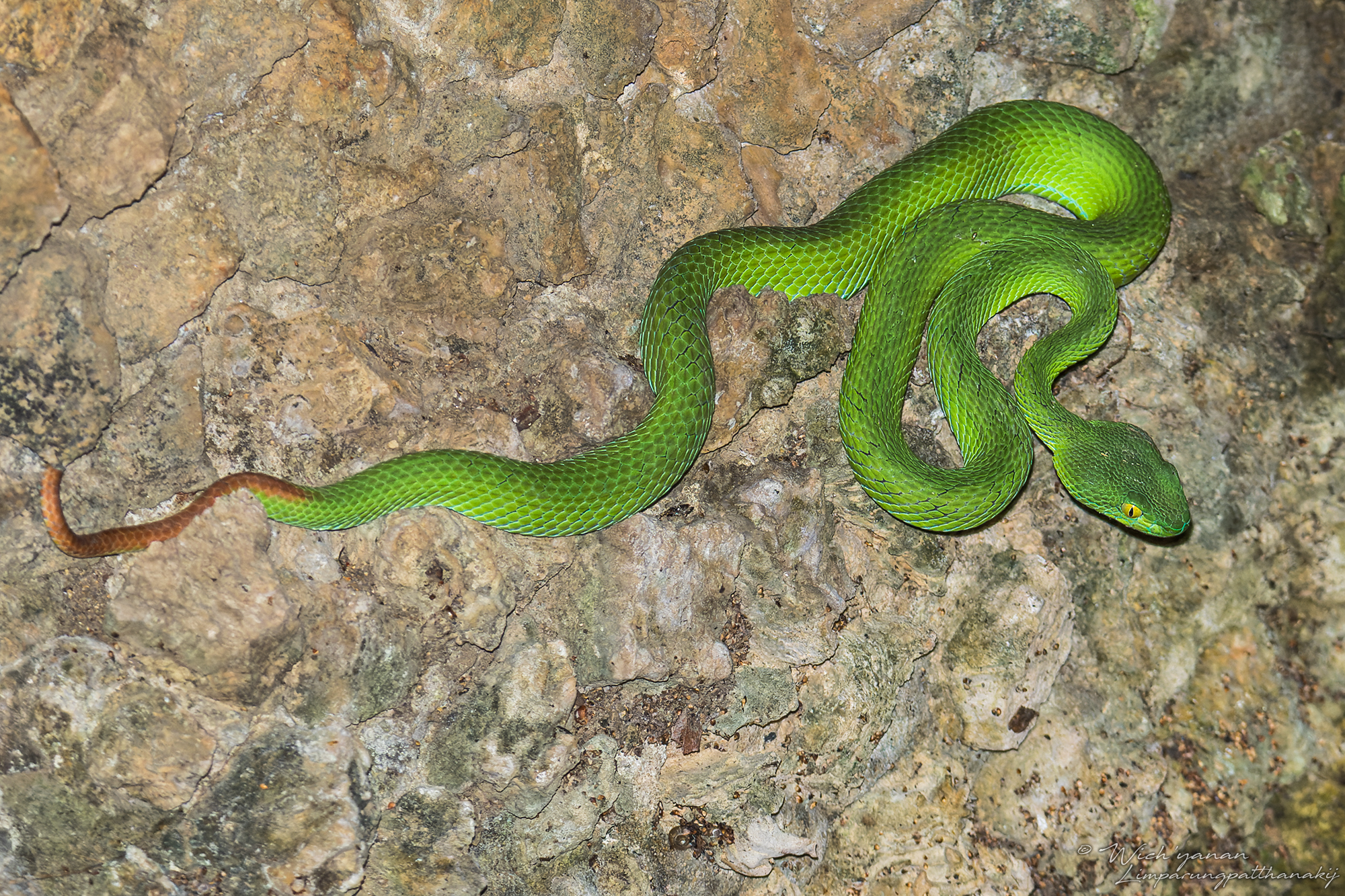
Vollbild einer Großaugen-Bambusotter

Die Großaugen-Bambusotter hat wie viele Arten ihrer Gattung eine grüne Körperfarbe. Sie variiert dabei zwischen blaugrün, grasgrün und gelbgrün. Ventral ist die Körperfarbe blasser und meist etwas bläulicher als dorsal. Bei den Männchen verläuft entlang des Körpers ein weißer oder manchmal blassblauer Lateralstreifen, der oft bis auf den Kopf reicht, wo er unter den Augen weiter läuft. Unterhalb des postocularen Streifens ist die Beschuppung heller als auf dem Rest des Kopfes. Weibchen weisen in einigen Fällen ebenfalls Lateralstreifen auf. Dieser geht jedoch nur bis zu einem Drittel der ersten Schuppenreihe an der Rumpfmitte und nicht bis zur zweiten Reihe, sodass er schmaler als bei den Männchen ausfällt. Ein postocularer Streifen ist bei ihnen höchstens blass ausgeprägt. Der Schwanz der Großaugen-Bambusotter ist ziegelrot gefärbt. Die Iris ist bei beiden Geschlechtern goldgelb bis hellorange.
Ihren Namen verdankt die Großaugen-Bambusotter ihren im Vergleich zu anderen Arten besonders großen Augen bei adulten Tieren. Der Augendurchmesser des männlichen Holotyps beträgt 4,15 mm, die Kopf-Rumpf-Länge 50,6 cm und die Schwanzlänge 13,3 cm. Bei adulten Weibchen wurden Gesamtlängen von 53,9 bis 74,1 cm mit Durchschnittswert 64,8 cm gemessen. Ihre Kopf-Rumpf-Länge beträgt 55,7 ± 7,5 cm und ihr Gewicht 54,2 ± 11,0 g. Die Kopfform der Großaugen-Bambusotter ist wie bei T. cardamomensis oder T. rubeus hinter den Augen breiter und somit dorsal eher dreieckig geformt, wohingegen sie bei T. albolabris, T. insularis und T. septentrionalis länglich ovaler geformt ist. Die Körperform ist zylindrisch.
Die Beschuppung weist beim Holotyp 21 dorsale Schuppenreihen, 168 Ventralia (Bauchschuppen) und 68 Paare Subcaudalia (Unterschwanzschuppen) auf. Das erste Supralabiale (Oberlippenschild) und Nasale (Nasenschild) sind verbunden. Die Supraocularia (Schilde oberhalb des Auges) sind zudem breiter als bei ähnlichen Arten.

## Lebensweise und Lebensraum
Die Großaugen-Bambusotter ist wie andere Vipernarten giftig. Sie ist nachtaktiv und legt sich ab der Abenddämmerung auf die Lauer und relokalisiert sich die Nacht über nur sehr selten. In der Morgendämmerung sucht sie Schutz in hohlen Baumstümpfen, Felsspalten und ähnlichem. Während der kälteren Jahreszeit ist sie weniger aktiv und bleibt länger in ihrer Schutzstätte. Zu ihrer Beute zählen kleine Wirbeltiere. Die Großaugen-Bambusotter ist ovovivipar (ei-lebendgebärend) und lebt zum Teil auf Bäumen und anderer Vegetation. Sie wird meist ein paar Meter über dem Boden in der Nähe von Wasser gefunden. Ihr Lebensraum sind hügelige Regionen mit immergrünen Wäldern und Bambuswäldern. In geringem Umfang tritt sie auch auf landwirtschaftlichen Flächen oder in Thailand in Gärten auf.

## Verbreitungsgebiet und Gefährdungsstatus
Nach einer Neubeschreibung der Art für eine bessere Abgrenzung durch Malhotra et al. in 2011 erstreckt sich das Verbreitungsgebiet der Großaugen-Bambusotter über Thailand, Laos und den Norden Kambodschas, wohingegen Populationen in Vietnam und dem Südosten Thailands T. rubeus bzw. T. cardamomensis zugeordnet werden. Die Großaugen-Bambusotter kommt bis in eine Höhe von etwa 600 Metern vor.
Die Weltnaturschutzunion (IUCN) stuft die Art als nicht gefährdet (least concern) ein und ihren Populationstrend als stabil. Die Großaugen-Bambusotter kommt in einigen Schutzgebieten vor, wie beispielsweise im Nationalpark Khao Yai. In Vietnam wird sie neben anderen Bambusottern vermutlich für die Herstellung von Schlangenschnaps verwendet, während sie in Thailand in geringem Umfang für den Haustierhandel gesammelt wird. Eine mögliche Bedrohung für die Art stellt zudem der Verlust an natürlichen Wäldern dar.

## Systematik
Die Großaugen-Bambusotter ist eine Art aus der Gattung der Bambusottern. Sie wurde 1977 von Eugen Kramer wissenschaftlich erstbeschrieben. Der Typenfundort ist Bangkok. Von Malhotra & Thorpe wurde die Art 2004 der Gattung Cryptelytrops zugeordnet und die Arten Cryptelytrops cardamomensis und Cryptelytrops rubeus abgegrenzt. Später wurde für die Arten jedoch wieder die Gattung Trimeresurus verwendet.